# جمعية كشافة كوبا
جمعية كشافة كوبا هي المنظمة الكشفية الوطنية في كوبا من عام 1927 إلى عام 1961. الكشافة في كوبا بدأت في عام 1914، في عام 1927 تم تأسيس الجمعية، وأصبحت عضوا في المنظمة العالمية للحركة الكشفية نفس العام، وعلقت من عضوتها من قبل المنظمة الكشفية العالمية في عام 1961. وفي نهاية خمسينات القرن الماضي كان للجمعية 6500 عضوا من الأولاد فقط . كوبا هي الآن واحدة من أربعة فقط من البلدان المستقلة في العالم التي ليس لديها الكشافة.

## روابط خارجية
- تاريخ الكشافة في كوبا نسخة محفوظة 27 أغسطس 2005 على موقع واي باك مشين. (بالإسبانية)